# شینوسوکه ناکاتانی
شینوسوکه ناکاتانی (انگلیسی: Shinnosuke Nakatani؛ زادهٔ ۲۴ مارس ۱۹۹۶) بازیکن فوتبال اهل ژاپن است.
از باشگاه‌هایی که در آن بازی کرده‌است می‌توان به باشگاه فوتبال کاشیوا ریسول اشاره کرد.